# Яшин, Борис Владимирович
Бори́с Влади́мирович Я́шин (10 мая 1932, Баку — 18 февраля 2019, Москва) — советский и российский киноактёр, кинорежиссёр и сценарист.

## Биография
Родился в Баку. В 1956 году окончил Рижское высшее военно-морское училище, в 1962 году — режиссёрский факультет ВГИКа (мастерская М. И. Ромма).
До 1956 года — офицер-подводник ВМФ. В 1956—1958 гг. работал преподавателем в средней школе. В кино творческий путь начал с роли учёного-физика в фильме Михаила Ромма «Девять дней одного года».
С 1964 года — режиссёр киностудии «Мосфильм». Кроме фильмов, снял ряд сюжетов для «Фитиля».
Соавтор сценария некоторых собственных фильмов.
Член КПСС с 1954 года.
Скончался 18 февраля 2019 года в Москве. Похоронен на Хованском кладбище.

## Фильмография

### Режиссёр
- 1962 — Юрка — бесштанная команда (в соавторстве)
- 1963 — Эй, кто-нибудь! (совместно с Андреем Смирновым)
- 1964 — Пядь земли (совместно с Андреем Смирновым)
- 1966 — Шуточка (совместно с Андреем Смирновым)
- 1967 — Осенние свадьбы
- 1968 — Первая девушка
- 1970 — Город первой любви (совместно с Маносом Захариасом)
- 1974 — Ливень
- 1976 — Долги наши
- 1980 — Ожидание
- 1984 — Я за тебя отвечаю
- 1986 — Аэропорт со служебного входа
- 1988 — Скорый поезд
- 1990 — Женский день
- 1992 — Дом на Рождественском бульваре

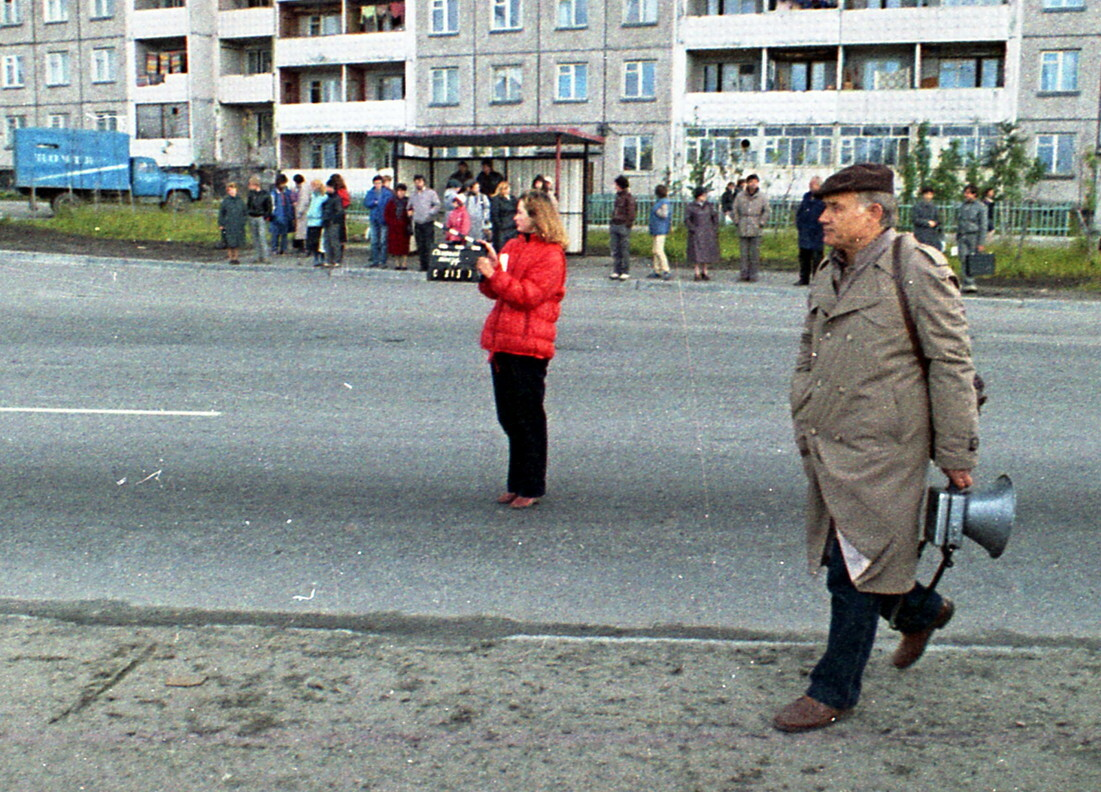
Борис Яшин на съёмках «Скорого поезда» в Мурманске (1987); фото: Андрей Платов

- 1995 — Мещерские

### Сценарист
- 1962 — Юрка — бесштанная команда (в соавторстве)
- 1963 — Эй, кто-нибудь! (совместно с Андреем Смирновым)
- 1966 — Шуточка (совместно с Андреем Смирновым)
- 1968 — Первая девушка (совместно с Алексеем Сахаровым)
- 1984 — Я за тебя отвечаю (совместно с В. Мнацакановым)
- 1995 — Мещерские

## Награды
- Приз «За вклад в кинематограф» на VII Международном фестивале «Лики любви» (2002, Москва).[4]